# Maison Armour–Stiner
La maison Armour–Stiner est une maison de style victorien, de forme octogonale, avec une toiture en forme de dôme située à Irvington, dans le comté de Westchester (État de New York). Elle a été reconnue monument historique national en 1976. C'est la seule résidence octogonale connue entièrement en forme de dôme et la seule maison inspirée du Tempietto de 1502 de Donato Bramante à Rome. Le Tempietto, aux proportions élégantes, a été construit sous la forme d'un tholos, un ancien temple classique. La maison Armour–Stiner reflète la fascination de l'Amérique pour les formes classiques dans le troisième quart du XIXe siècle.

## Histoire
Elle a été construite en 1859-1860 par le financier Paul J. Armour sur la base des idées architecturales d'Orson Squire Fowler, l'auteur de The Octagon House: A Home for All Occasions. Fowler pensait que les maisons octogonales enserraient plus d'espace, fournissaient plus de lumière intérieure et que ses pièces étaient plus facilement accessibles entre elles. L'architecte de la maison est inconnu. C'est la seule maison octogonale connue basée sur une colonnade en dôme en forme de temple romain.
La maison a été agrandie et le dôme a été ajouté en 1872-1876 par Joseph Stiner, qui était un importateur de thé. On dit que la maison Armour-Stiner est l'une des maisons octogonales les plus somptueuses construites à l'époque et elle est maintenant l'une des cent peut-être encore existantes,.
Dans les années 1930, la maison appartenait à Aleko EE Lilius, écrivain et explorateur finlandais et, de 1946 à 1976, à l'historien Carl Carmer, qui soutenait que la maison était hantée. En 1976, la maison a été brièvement détenue par le National Trust for Historic Preservation pour éviter qu'elle ne soit démolie. La Fiducie n'a pas pu financer le montant nécessaire à la rénovation de la propriété et l'a vendue à l'architecte-conservateur Joseph Pell Lombardi, qui a conservé et rénové la maison, les intérieurs, les terrains et les dépendances,.
Elle est située du côté sud de West Clinton Avenue, sur la crête d'une colline surplombant la rivière Hudson, à l'ouest. Elle se trouve à environ 500 m de la rivière et à environ 40 m au-dessus de son niveau, ce qui est conforme aux idées d'implantation de Fowler. L'aqueduc Old Croton, un autre monument historique national, jouxte la propriété à l'est.
La maison est une résidence privée, mais, depuis 2019, son propriétaire la propose à la visite.

## Description
La maison de quatre étages, plus un observatoire, occupe 780 m2. Le complexe comprend également une grange, une remise, un puîts utilisé comme belvédère et la serre conservatoire d' origine Lord & Burnham. Le rez-de-chaussée de la maison est entouré d'une véranda décorée de détails en pain d'épice en bois sculpté et éclairée par des lampes à gaz. L'intérieur de la maison comprend un hall d'entrée, un solarium, une bibliothèque, une salle de curiosités, une salle de musique de style néo-égyptien, une "salle de danse" à 360 degrés ajoutée par Stiner, une salle de billard, une cave à vin, sept chambres et trois salles de bains, deux cuisines et un cellier.

## Visites guidées
En avril 2019, la Maison Armour-Stiner (Octagone) a ouvert ses portes pour des visites guidées sur rendez-vous. Les réservations peuvent être effectuées via son site internet.
« Pendant quarante et un ans, ma famille a été un propriétaire responsable et attentionné de la maison Octagon, faisant tout notre possible pour préserver son tissu historique. Nous avons l'intention de poursuivre nos efforts tout en permettant à l'extraordinaire Maison Octagon d'être vue par les visiteurs intéressés souhaitant faire une réservation. - Joseph Lombardi, propriétaire.

## Dans la culture populaire
- La maison est le décor principal du film d'horreur de 1981 The Nesting.
- La maison est présentée dans Tony Millionaire 's Sock Monkey Volume 4, #2 (2003), réimprimé dans The Collected Works of Tony Millionaire's Sock Monkey[7].
- Une vue extérieure de la maison a été utilisée dans le film Across the Universe[8]. La maison Octagon est vue brièvement après l'arrivée du bus "Magical Mystery Tour" dans une zone boisée. Elle est d'abord représentée dans des couleurs psychédéliques, puis entourée de douves. Le bâtiment est décrit par Bono (jouant "Dr Robert") comme le "Quartier général de la League of Spiritual Deliverance", la maison du Dr Geary (une allusion au Dr Timothy Leary ).

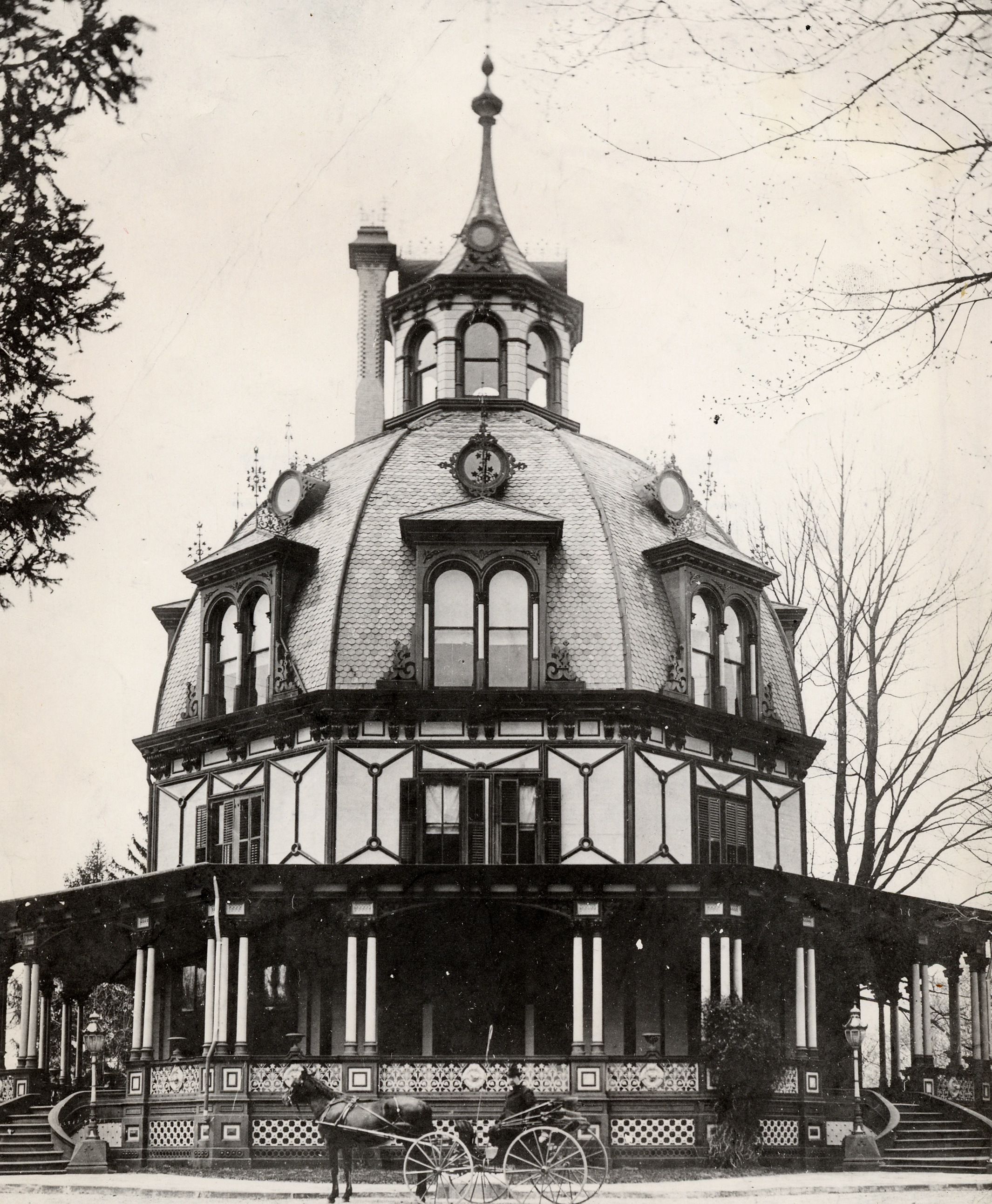
La maison octogonale Armour-Stiner en 1882.